# اولترسندا آلتا
اولترسندا آلتا (به ایتالیایی: Oltressenda Alta) یک کومونه در ایتالیا است که در استان برگامو واقع شده‌است.

## خصوصیات
اولترسندا آلتا ۱۷٫۳ کیلومترمربع مساحت و ۱۹۵ نفر جمعیت دارد و ۷۱۴ متر بالاتر از سطح دریا واقع شده‌است.